# Marmo Etowah

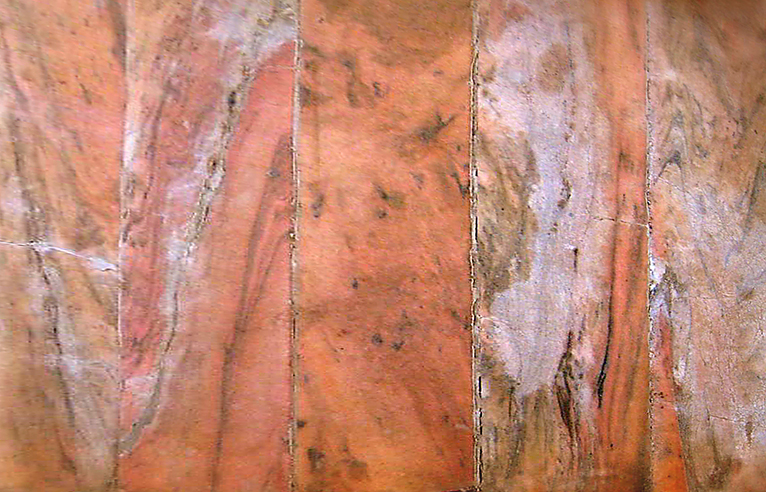
Marmo Etowah al Joslyn Art Museum Omaha, NE

Il marmo Etowah, detto anche marmo rosa della Georgia, è un marmo dal caratteristico colore rosa (o rosa salmone) che proviene da cave di marmo vicino a Tate, in Georgia.  

## Edifici costruiti con marmo Etowah (anche Ethowa)
- Federal Reserve Bank di Cleveland, 1923, Walker and Weeks, architetti
- Tate House, Tate, Georgia, 1924, Walker and Weeks, architetti
- College Hall (ex casa di Charles Edward Ringling e sua moglie Edith), New College of Florida, 1925, Sarasota, Florida
- Cook Hall (ex casa della figlia di Charles Edward Ringling, Hester Ringling Sanford), New College of Florida, Sarasota, Florida
- Carillon, Bok Tower Gardens, 1927, Lake Wales, Florida
- Joslyn Art Museum, John e Alan McDonald, architetti, 1928, Omaha, Nebraska